# アディル・フセイン
アディル・フセイン（Adil Hussain、1963年10月5日 - ）は、インドのボリウッドやパラレル映画で活動する俳優。海外映画にも出演しており、代表作に『ミッシング・ポイント』『ライフ・オブ・パイ/トラと漂流した227日』がある。『ガンジスに還る』『Maj Rati Keteki』の演技を評価され国家映画賞 審査員特別賞を受賞しており、国内外の様々な言語映画に出演している。

## 生い立ち
アッサム州ゴールパラのムスリム家庭に生まれる。父親は教師をしており、アディルは7人兄弟の末子だった。幼少期は学校で演劇活動を行い、哲学を学ぶため18歳で家を離れてグワーハーティーのB・ボルーアー大学に進学した。大学でも演劇活動に参加し、アディルはスタンダップコメディアンとして頭角を現した。また地元のスタンダップコメディ・グループのバーヤ・マーマ・グループに所属し、ボリウッド俳優の物真似をして人気を博した。彼はスタンダップコメディアンとして6年間巡業劇団や映画館で活動し、1990年から1993年にかけて国立演劇学校で演技を学んだ。また奨学金を得てイギリスに留学してドラマ・スタジオ・ロンドンで演技を学んでいる
。

## キャリア

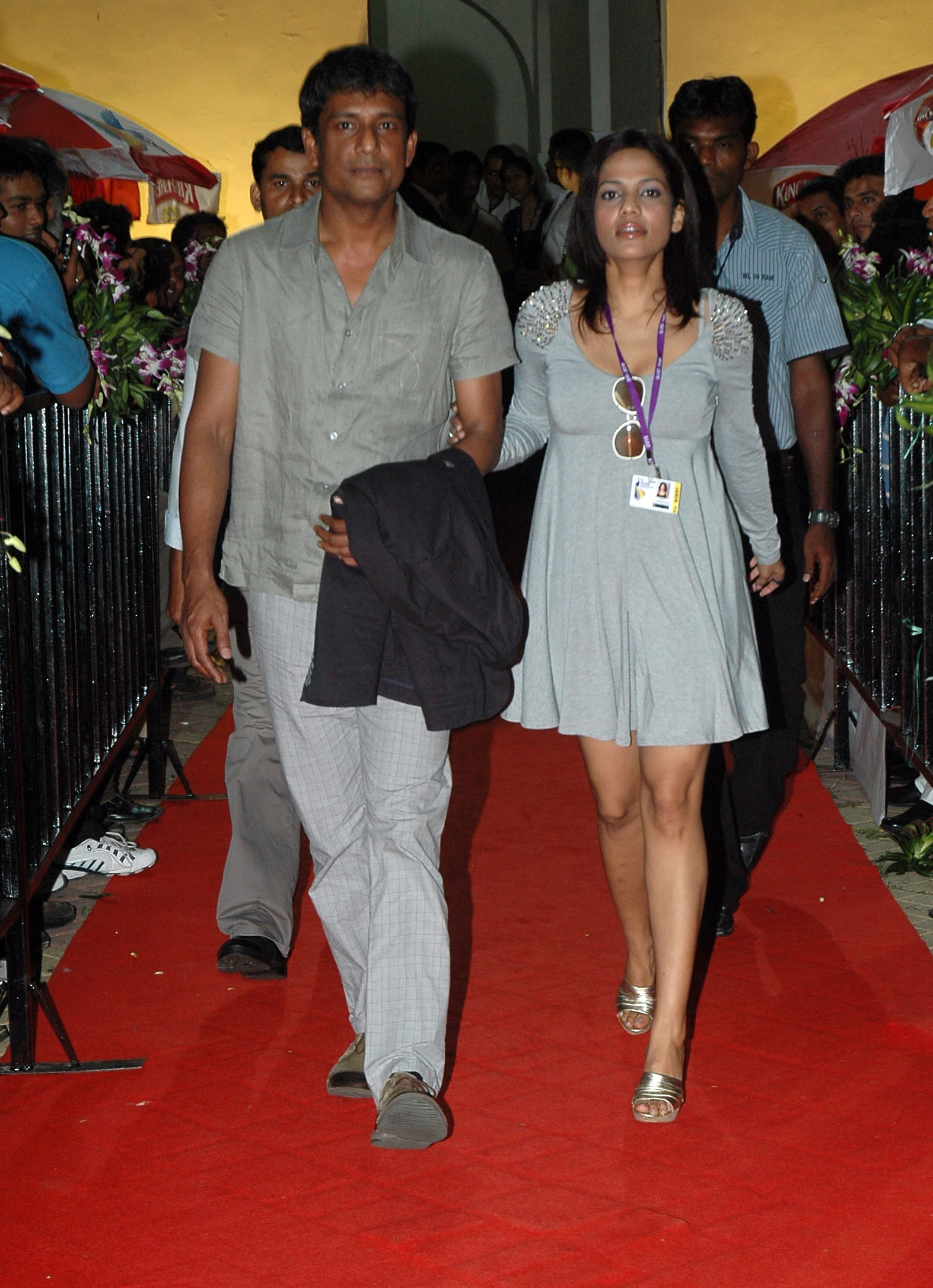
第41回インド国際映画祭に出席するアディル・フセインとプリヤンカー・ボース

1994年にインドに帰国し、アッサム州の移動劇団ヘングル・シアターで3年間活動した後にデリーに活動拠点を移した。デリーでは舞台俳優として活動する傍ら、カーリド・ティアブジから演技を学んだ。アディルはスリ・オーロビンド・アーシュラムに所属した後、デリーのディリップ・シャンカルから演技を学んだ。1999年に舞台劇『Othello: A Play in Black and White』に出演して高い評価を得た。またロイステン・アベルの『Goodbye Desdemona』にも出演している。2004年から2007年にかけてハンピで演技講師を務めた。この他にオランダのデン・ハーグにある王立演劇学校、デリーの国立演劇学校の客員教授も務めた。
2004年に『Iti Srikanta』で主役を演じ、ソハ・アリー・カーンと共演した。またBBCメディア・アクション製作のテレビシリーズ『Jasoos Vijay』でも主役を演じた。アディルは複数のアッサム語映画に出演し、ヴィシャール・バルドワジの『Kaminey』、ソナ・ジャインの『For Real』にも出演し、2010年公開の『Ishqiya』で知名度を上げた。2012年には『エージェント・ヴィノッド 最強のスパイ』でサイーフ・アリー・カーンと共演し、この他に『Gangor』『ミッシング・ポイント』『ライフ・オブ・パイ/トラと漂流した227日』にも出演している。同年に『マダム・イン・ニューヨーク』でシュリデヴィと共演し、『Lessons in Forgetting』ではニュージャージー・インディペンデント南アジア映画祭で批評家から高い評価を得た。また、アディティア・バッタチャールヤの『BMW - Bombay's Most Wanted』、パルト・セン＝グプタの『Sunrise』にも出演している。2013年にヴィクラマディティヤ・モトワニの『Lootera』でランヴィール・シン、ソーナークシー・シンハーと共演した。
2014年にアッサム語映画『Raag』『Sringkhal』『Rodor Sithi』に出演し、同年にヒンディー語映画『Kaanchi: The Unbreakable』『The Xposé』にも出演している。また、トロント国際映画祭で上映された『汚れたミルク/あるセールスマンの告発』にも出演し、『Zed Plus』ではヒンディー語映画で初めて主役を演じた。2015年にはヒンディー語映画『Main Aur Charles』『Jai Ho Democracy』『Angry Indian Goddesses』、タミル語映画『Yatchan』、ベンガル語映画『Har Har Byomkesh』に出演している。2016年に『Parched』『Kothanodi』に出演し、アビナイ・デーオの『Force 2』ではジョン・エイブラハム、ソーナークシー・シンハーと共演している。2017年には『Commando 2: The Black Money Trail』『Love Sonia』『Mantra』『ガンジスに還る』『Dobaara: See Your Evil』に出演しており、2018年にはシャンカルの『ロボット2.0』に出演している。